# Dumbrăvița (Maramureș)
Dumbrăvița is een Roemeense gemeente in het district Maramureș.
Dumbrăvița telt 4378 inwoners.